# Crossopalpus phaeopterus
Crossopalpus phaeopterus är en tvåvingeart som först beskrevs av Mario Bezzi 1904.  Crossopalpus phaeopterus ingår i släktet Crossopalpus och familjen puckeldansflugor. Inga underarter finns listade i Catalogue of Life.